# ليلى تونغ
ليلى تونغ (بالصينية: 唐寧) هي ممثلة صينية، ولدت في 5 ديسمبر 1981 بهونغ كونغ في الصين.

## وصلات خارجية
- ليلى تونغ على موقع IMDb (الإنجليزية)
- ليلى تونغ على موقع ألو سيني (الفرنسية)
- ليلى تونغ على موقع أول موفي (الإنجليزية)
- ليلى تونغ على موقع قاعدة بيانات الفيلم (الإنجليزية)
- ليلى تونغ على موقع كينوبويسك (الروسية)